# 9 Dywizja Kawalerii (Cesarstwo Niemieckie)
9 Dywizja Kawalerii (niem. 9. Kavallerie-Division)  – związek taktyczny Armii Cesarstwa Niemieckiego. 
W sierpniu 1914 rozwinięto w Niemczech do etatów wojennych istniejące w okresie pokoju związki operacyjne (armie) i związki taktyczne. W składzie II Korpusu Kawalerii została rozwinięta między innymi 9 Dywizja Kawalerii. W I wojnie światowej dywizja walczyła na froncie zachodnim.

## Struktura organizacyjna
Skład od 2 VIII 1914 do 20 IX 1915:
- dowództwo dywizji
- 13 Brygada Kawalerii
  - 4 pułk kirasjerów
  - 8 pułk huzarów
- 14 Brygada Kawalerii
  - 11 pułk huzarów
  - 5 pułk ułanów
- 19 Brygada Kawalerii
  - 19 pułk dragonów
  - 13 pułk ułanów